# 楽しい世界の旅
『楽しい世界の旅』（たのしいせかいのたび）は、1979年4月7日から1982年3月20日まで日本テレビで放送されていた紀行番組である。世界各地の観光名所を訪ね、現地の文化を紹介していた。
放送時間は毎週土曜 17:15 - 17:30 （日本標準時）。ただし春と秋の改編期においては、番宣番組『うわさのテレビ』編成の影響で放送休止となった。